# Mistrovství světa v hokejbalu do 16 let
Mistrovství světa v hokejbalu do 16 let pořádá organizace ISBHF. První mistrovství se konalo v roce 2008 ve Slovensku. Pořádají se ve stejném městě a ve stejným dnu jako MSU18 a juniorský šampionát. Nejúspěšnějším týmem je Slovensko které má 2 zlaté medaile a 2 stříbrné medaile.

## U16
| Rok  | Místo                      | zlato     | stříbro   | bronz  |
| ---- | -------------------------- | --------- | --------- | ------ |
| 2008 | Zvolen (Slovensko)         | Kanada    | Slovensko | Česko  |
| 2010 | Most (Česko)               | Kanada    | Slovensko | Česko  |
| 2012 | Písek (Česko)              | Slovensko | Česko     | Kanada |
| 2014 | Bratislava (Slovensko)     | Slovensko | Kanada    | Česko  |
| 2016 | Sheffield (Velká Británie) | Kanada    | Slovensko | USA    |

| Poř. | Země      | Z | S | B |
| ---- | --------- | - | - | - |
| 1    | Kanada    | 3 | 1 | 1 |
| 2    | Slovensko | 2 | 3 | 0 |
| 3    | Česko     | 0 | 1 | 3 |
| 4    | USA       | 0 | 0 | 1 |

### 2008 - 2016
| Země            | 08 | 10 | 12 | 14 | 16 |
| --------------- | -- | -- | -- | -- | -- |
| Česko           | 3  | 3  | 2  | 3  | 4  |
| Izrael          | -  | -  | 5  | -  | -  |
| Kanada          | 1  | 1  | 3  | 2  | 1  |
| Německo         | 5  | 4  | -  | 5  | -  |
| Slovensko       | 2  | 2  | 1  | 1  | 2  |
| Švýcarsko       | 4  | 5  | 4  | 4  | 5  |
| USA             | -  | -  | -  | -  | 3  |
| Velká Británie  | -  | -  | -  | 6  | 6  |
|                 |    |    |    |    |    |
| Počet účastníků | 5  | 5  | 5  | 6  | 6  |